# 證道學會

神智學協會的徽章，混合了卍、大衛星、生命之符、唵 與 銜尾蛇的符號。

神智學協會（英語：Theosophical Society），又譯為证道学协会及通神協會，於1875年，由海倫娜·布拉瓦茨基、亨利·斯太尔·奥尔科特與威廉·關·賈奇等人，在紐約市建立的協會，以研究神智學，神秘主義與精神力量為主。
由於思想理念和印度宗教文化相契，他們1879年來到印度旅行並參訪宗教勝地。首先到孟買，接着到錫蘭接受皈依佛教的儀式，最後再落腳到錫蘭對岸的馬德拉斯。1882年，學會的總部在馬德拉斯（今清奈）正式成立，從而與這一时期的印度民族解放運動、印度教復興運動聯合在一起。
這個協會後來分裂成幾個不同的後繼者。其中較主要的為人智學會（Anthroposophy Society）。該會創始者魯道夫·斯坦納也曾為「神智學會」的活躍成員，但他後來反對「神智學會」把人類的救贖依賴於一位獨一無二的救世主。再來，史丹勒主張人類的救贖，必須依賴自我的覺醒，而非他人，於是他離開了「神智學會」，另創「人智學會」。人智學會活躍至今，致力於教育、藝術和圖書出版。

## 歷史
- 中文神智学网站与论坛 （页面存档备份，存于）